# いぬ (お笑いコンビ)
いぬは、日本のお笑いコンビ。吉本興業東京本部所属。

## メンバー
太田 隆司（おおた りゅうじ、1987年8月8日（38歳） - ）
宮崎県宮崎市出身、立命館大学中退。身長153 cm、体重53 kg。血液型はB型。
趣味は筋トレ、脱出ゲーム、麻雀、運動、サイクリング。
特技は身体を張った芸（お腹に人を乗せる等） 、フリースタイルラップ（芸人フリースタイルラップ部に所属）、ラグビー、パチンコの朝一台探し、テトリス、オープンウォーターダイバー。
お笑い好きになったきっかけは、子供の頃に父が好きだった嘉門達夫の『替え唄メドレー』を覚えて友達の前で歌ったら皆が笑ってくれたこと。
TRFのものまねユニット「イージードゥダンサーズ」のDJ KOO担当としても活動している。
濃い無精髭がトレードマークで、伸びやすい体質とのこと。「ひげチャレンジ」を自身のTwitterにて投稿する際、髭を用いた髭ものまねも披露している。
事務所の先輩である長田庄平（チョコレートプラネット）と食事へ行った際、ひったくりの現場に偶然居合わせ長田と共にひったくり犯を取り押さえた。
ラグビーのポジションはフッカー。 監督から「世界最小最強のタックラーになれ」と言われた。
先輩の野田クリスタル（マヂカルラブリー）が経営するクリスタルジムでパーソナルトレーナーを務めている。
動物に好かれやすい。地元宮崎のローカル番組「わけもん!!」の「いぬと犬が歩けば○○にあたる!?」のコーナーで散歩させる飼い犬から舐めまくられたり綾町の馬事公苑にいるポニーに背中に乗られたりしている。
有馬 徹（ありま とおる、1987年12月25日（37歳） - ）
ネタ作り担当。
宮崎県宮崎市出身、鹿児島国際大学中退。身長163 cm、体重62 kgであり、血液型はA型。
趣味はカブトムシ・クワガタの成虫飼育、UFOキャッチャー、ドラゴンボールシリーズのフィギュア集め、占いに行くこと、ラグビー観戦。
特技は絵を描くこと、ピアノ、カラオケで高得点（平均90点台）、ゲーム『ドラゴンボールZ ドッカンバトル』（ランク200以上）。
お笑い好きになったきっかけは、『爆笑オンエアバトル』（NHK総合）を観てアンタッチャブルやおぎやはぎが好きになり、学校の文化祭で友達と一緒に真似して演じたのが楽しかったこと。
ラグビーのポジションは相方・太田と同じくフッカー。スクラムを組んでいる最中に太田から「一緒にお笑いやろうぜ」と誘われた。

## 来歴
宮崎県立宮崎北高等学校・ラグビー部の同級生だった太田と有馬が、高3時に思い出作りのつもりでM-1甲子園へ出場し決勝まで勝ち上がったことでコンビ結成。文化祭などで漫才を披露する機会もあった。太田が『爆笑レッドシアター』（フジテレビ系列）に出演していたジャルジャルに衝撃を受け、有馬にそのことを電話で話したら有馬も「俺も面白いと思っていた」と盛り上がり、これがそのままNSC入学のきっかけになったという。
コンビ仲は良好で、一緒に服を買いに行ったりカラオケに行くなどをしている。
コンビ名はファミリーレストランにてコンビ名を考えていた際、たまたま窓際に可愛らしい犬の置物があるのを太田が見つけて「いぬがいい」と提案したことに由来。他のコンビ名候補には「リトルbyリトル（2人とも身長が低いから）」「グミ」「ジョイフル」があった。
2022年9月11日、ムゲンダイユースカップ決勝戦で優勝を果たしムゲンダイレギュラーへ昇格した。

## 芸風
主にコント。ボケ・ツッコミの役割は決まっておらず、太田曰く「観ていて面白いというか、現象で笑ってもらうようなネタが多い」。かつては「自分たちさえ面白ければそれでいい」といった考えを抱き、下ネタや過激なネタばかりやっていたため女性人気は皆無だった時期があり、その後は女子にもウケるようなネタ作りを意識するようになったという。
キングオブコント2021までは準々決勝、キングオブコント2022では決勝進出（結果は9位）。ファーストステージでは韓流ドラマのロマンチックなシーンからイメージを膨らませ作ったネタを演じ、ネタ中でキスを20回以上もしたことが話題となったものの、本人たちは「審査員にとっては『キスは禁じ手』と見られた」ことが得点が伸びなかった原因ではとも話している。
「いぬ」の言葉が持つ意味合いを利用したツカミとして、「吉本のいぬです」と自己紹介することが多い。
漫才を行うこともあり、M-1グランプリでは2023年大会にて準々決勝まで進出。太田は「ファッション」「吉本若手マッチョ部」や前述の「イージードゥダンサーズ」として『ちぃせえkoo』名義で、有馬はゲラゲラ星人と「ゲラゲラ星人たち」として出場経験がある。また、コンビで「ラガーボーイズ」というユニットで出たこともある。

## 賞レース戦績
| 年度             | 結果         | エントリー No. | 会場                           | 日程     | 備考                 |
| ---------------- | ------------ | -------------- | ------------------------------ | -------- | -------------------- |
| 2007年（第7回）  | 1回戦敗退    |                | 大博多ホール（福岡）           | 9月22日  | アマチュア時代に出場 |
| 2008年（第8回）  | 1回戦敗退    |                | 大博多ホール（福岡）           | 10月5日  | アマチュア時代に出場 |
| 2009年（第9回）  | 1回戦敗退    |                | TEPCOホール（東京）            | 9月7日   | NSC時代に出場        |
| 2018年（第14回） | 2回戦進出    | 767            | 雷5656会館ときわホール（東京） | 10月5日  |                      |
| 2022年（第17回） | 3回戦進出    | 1791           | よしもと有楽町シアター（東京） | 10月31日 |                      |
| 2023年（第19回） | 準々決勝進出 | 1815           | ルミネtheよしもと（東京）      | 11月21日 |                      |
| 2024年（第20回） | 3回戦進出    | 2656           | KANDA SQUARE HALL（東京）      | 11月6日  |                      |

| 年度             | 結果         | 備考                                               |
| ---------------- | ------------ | -------------------------------------------------- |
| 2009年（第2回）  | 1回戦敗退    | NSC時代に出場                                      |
| 2010年（第3回）  | 1回戦敗退    |                                                    |
| 2011年（第4回）  | 1回戦敗退    |                                                    |
| 2012年（第5回）  | 準々決勝進出 |                                                    |
| 2013年（第6回）  | 1回戦敗退    |                                                    |
| 2014年（第7回）  | 2回戦進出    |                                                    |
| 2015年（第8回）  | 2回戦進出    |                                                    |
| 2016年（第9回）  | 1回戦敗退    |                                                    |
| 2017年（第10回） | 準々決勝進出 |                                                    |
| 2018年（第11回） | 準々決勝進出 |                                                    |
| 2019年（第12回） | 準々決勝進出 |                                                    |
| 2020年（第13回） | 準々決勝進出 |                                                    |
| 2021年（第14回） | 準々決勝進出 |                                                    |
| 2022年（第15回） | 決勝9位      | 決勝キャッチコピー「バカ犬どものじゃれ合いショー」 |
| 2023年（第16回） | 準々決勝敗退 | 今年度より無条件で1回戦・2回戦免除                 |
| 2024年（第17回） | 準決勝進出   |                                                    |

その他
- M-1甲子園2005 決勝進出
- 第39回ABCお笑いグランプリ 最終予選進出[18]
- 第1回30-1グランプリ 準優勝

## 出演
- やりすぎコージー（テレビ東京）
- 有田チルドレン（TBSテレビ）
- ぐるぐるナインティナイン「おもしろ荘へいらっしゃい!」（日本テレビ）
- ZIP!（日本テレビ）
- 起笑転結（日本テレビ）
- にちようチャップリン（テレビ東京）[19]
- 有田ジェネレーション（TBSテレビ）
- 冗談騎士（BSフジ）
- 探偵!ナイトスクープ（朝日放送テレビ）有馬のみ
- とんねるずのみなさんのおかげでした「博士と助手〜細かすぎて伝わらないモノマネ選手権〜」（フジテレビ）
- 超問クイズ! 真実か?ウソか?（日本テレビ）
- 水曜日のダウンタウン（TBSテレビ）[20]
- ウチのガヤがすみません!（日本テレビ）太田のみ
- ワイドナショー（フジテレビ）太田のみ
- 上田ちゃんネル（テレ朝チャンネル）
- 有吉の壁（日本テレビ）
- わけもん!!(宮崎放送)
- まいにち賞レース 神速49秒お笑いバトル 私達をもっとおいしくしてよ 初夏のグラドル祭(2025年、YouTube[21]、TELASA[22])